# Betty Carter
Pour les articles homonymes, voir Carter.
Betty Carter (née Lillie Mae Jones le 16 mai 1929 à Flint au Michigan et morte le 26 septembre 1998 à Brooklyn, New York) est une chanteuse américaine de jazz, reconnue pour ses capacités d'improvisations et son style très personnel. Carmen McRae déclara un jour qu'il n'y avait qu'une et une seule chanteuse de jazz : Betty Carter.

## Enfance
Betty est née à Flint, Michigan. Elle grandit à Détroit où son père dirige un chœur d'église. Elle étudie le piano au conservatoire de Detroit. Elle gagne un concours et devient une habituée des clubs locaux où elle chante et joue du piano. À 16 ans, elle chante avec Charlie Parker, puis plus tard avec Dizzy Gillespie et Miles Davis.

## Carrière
Betty aiguise ses capacités en scat en tournée avec Lionel Hampton à la fin des années 1940. La femme de Lionel Hampton, Gladys, la surnomme Betty Bebop, surnom qu'elle déteste. Dans les années 1950, Betty enregistre avec King Pleasure (en) et le Ray Bryant Trio. Le premier enregistrement sous son nom Out There with Betty Carter sort en 1958 chez Peacock.
La carrière de Betty ralentit quelque peu dans les années 1960-1970 malgré une série de duos avec Ray Charles en 1961, dont le succès Baby, It's Cold Outside lui apporte une reconnaissance populaire. En 1963, elle part en tournée au Japon avec Sonny Rollins. Elle enregistre avec de nombreux labels durant cette période dont ABC-Paramount Pictures et Atco Records et United Artists, mais n'est pas satisfaite du résultat.
En 1970, un label essaie de s'emparer de l'un de ses enregistrements, l'incident lui fait ouvrir son propre label: Bet-Car. Quelques-uns de ses enregistrements les plus célèbres se feront sous ce label, comme le double album The Audience with Betty Carter (1980). En 1980 justement, elle est le sujet d'un documentaire de Michelle Parkerson.
Dans sa dernière décennie, Betty perçoit enfin la reconnaissance qu'elle attendait. Elle signe en 1987 chez Verve qui ressort en CD la majorité de ses albums enregistré chez Bet-Car les rendant ainsi disponible au plus grand nombre. En 1988 elle gagne un Grammy Award pour son album Look What I Got! et chante au Cosby Show (épisode "How Do You Get to Carnegie Hall?"). En 1994 elle se produit à la maison blanche et est la figure de proue du 50e anniversaire de Verve au Carnegie Hall. En 1997 elle reçoit la médaille des arts par le président Bill Clinton. Betty reste une chanteuse active jusqu'à son décès, d'un cancer du pancréas.

## Héritage
Comme Art Blakey, Betty était connue pour travailler avec de jeunes artistes. Elle commence dès 1970 à recruter ses accompagnateurs parmi la jeune génération. En 1993 elle participe au lancement du programme Jazz Ahead pour les jeunes musiciens au centre Kenney.
Betty était aussi arrangeur et compositeur. Sa composition Open The Door devient sa signature; elle l'enregistra plusieurs fois, dans de nombreuses versions. Elle l'utilisait souvent pour conclure ses concerts. Son enregistrement de 1964 fait partie de la bande originale du film American Beauty. Elle était aussi connue pour ses "medleys" et notamment celui qui réunit Body and Soul et Heart and Soul.

## Albums

### Columbia
- 1955 Meet Betty Carter and Ray Bryant
- 1956 Social Call

### Peacock
- 1958 Out There

### Impulse
- 1958-60 I Can't Help It (The Out There and Modern Sound dates on one compact disc.)

### ABC
- 1960 The Modern Sound of Betty Carter
- 1961 Ray Charles and Betty Carter

### Atco
- 1962 'Round Midnight

### United Artists/Capitol
- 1964 Inside Betty Carter

### Roulette
- 1969 Finally, Betty Carter (live)
- 1969 Round Midnight (live)
- 1976 Now It's My Turn

### Bet-Car/Verve
- 1970 At The Village Vanguard
- 1976 The Betty Carter Album
- 1979 The Audience with Betty Carter
- 1982 Whatever Happened to Love?
- 1987 The Carmen McRae-Betty Carter Duets (With Carmen McRae)
- 1988 Look What I Got! - Grammy Award for Best Jazz Vocal Performance, Female
- 1990 Droppin' Things - Nominated for the Grammy Award for Best Jazz Vocal Performance, Female
- 1992 It's Not About The Melody - Nominated for the Grammy Award for Best Jazz Vocal Performance, Female
- 1993 Feed the Fire
- 1996 I'm Yours, You're Mine

### Bootleg
- 1976 I Didn't Know What Time It Was
- 1985 Jazzbuhne Berlin '85

## Compilations
- 1990 Compact Jazz - Polygram - Bet-Car and Verve recordings from 1976 to 1987
- 1999 Priceless Jazz - Verve Records - ABC-Paramount and Peacock Recordings from 1958 and 1960
- 2003 Betty Carter's Finest Hour - Verve Records - Recordings from 1958 to 1992[2]

## Autres
- Performs "I'm Wishing" on Stay Awake: Various Interpretations of Music from Vintage Disney Films (1988).